# Brian McGrattan
Brian McGrattan (* 2. září 1981 Hamilton Ontario) je bývalý kanadský lední hokejista, který odehrál přes 300 zápasů v severoamerické NHL a dalších 300 v nižší lize AHL. Hrál na postu pravého křídla a byl znám jako bitkař. Je držitelem rekordu v počtu obdržených trestných minut v jedné sezóně AHL – 551 v ročníku 2004/2005 s Binghamton Senators.
V roce 1999 byl draftován týmem Los Angeles Kings, ale nikdy za něj nehrál. V roce 2003 podepsal jako volný hráč smlouvu s klubem Ottawa Senators. První zápas v NHL odehrál za tento tým v roce 2005 proti Toronto Maple Leafs. Svůj první gól vstřelil brankáři Martinu Brodeurovi v zápase proti New Jersey Devils. Svou první bitku v NHL absolvoval po necelém měsíci po prvním zápase, když vyhrál v pěstním souboji proti Tieovi Domimu, který byl toho času považován za jednoho z nejlepších bitkařů v lize.
Po třech sezónách se Senators hrál na pomezí NHL a AHL a vystřídal několik klubů, v NHL nastoupil za Phoenix Coyotes, Calgary Flames a Nashville Predators. Poslední sezónu v Severní Americe odehrál v dresu San Diego Gulls, jeho úplně poslední hráčské angažmá bylo v sezóně 2016/2017 v britské EIHL za Nottingham Panthers a v září 2017 začal pracovat pro Calgary Flames jako mentor hráčů.

## Statistiky
| 1997–1998  | Guelph Storm                | OHL        | 25  | 3  | 2  | 5  | 11  | — | — | — | — | —  |
| 1998–1999  | Guelph Storm                | OHL        | 6   | 1  | 3  | 4  | 15  | — | — | — | — | —  |
| 1998–1999  | Sudbury Wolves              | OHL        | 53  | 7  | 10 | 17 | 153 | 4 | 0 | 0 | 0 | 4  |
| 1999–2000  | Sudbury Wolves              | OHL        | 25  | 2  | 8  | 10 | 79  | — | — | — | — | —  |
| 1999–2000  | Mississauga IceDogs         | OHL        | 42  | 9  | 13 | 22 | 166 | — | — | — | — | —  |
| 2000–2001  | Mississauga Ice Dogs        | OHL        | 31  | 20 | 9  | 29 | 83  | — | — | — | — | —  |
| 2001–2002  | Mississauga Ice Dogs        | OHL        | 7   | 2  | 3  | 5  | 16  | — | — | — | — | —  |
| 2001–2002  | Owen Sound Attack           | OHL        | 2   | 0  | 0  | 0  | 0   | — | — | — | — | —  |
| 2001–2002  | Oshawa Generals             | OHL        | 25  | 10 | 5  | 15 | 72  | — | — | — | — | —  |
| 2001–2002  | Sault Ste. Marie Greyhounds | OHL        | 26  | 8  | 7  | 15 | 71  | 6 | 2 | 0 | 2 | 20 |
| 2002–2003  | Binghamton Senators         | AHL        | 59  | 9  | 10 | 19 | 173 | 1 | 0 | 0 | 0 | 0  |
| 2003–2004  | Binghamton Senators         | AHL        | 66  | 9  | 11 | 20 | 327 | 1 | 0 | 0 | 0 | 0  |
| 2004–2005  | Binghamton Senators         | AHL        | 71  | 7  | 1  | 8  | 551 | 6 | 0 | 2 | 2 | 28 |
| 2005–2006  | Ottawa Senators             | NHL        | 60  | 2  | 3  | 5  | 141 | — | — | — | — | —  |
| 2006–2007  | Ottawa Senators             | NHL        | 44  | 0  | 2  | 2  | 100 | — | — | — | — | —  |
| 2007–2008  | Ottawa Senators             | NHL        | 38  | 0  | 3  | 3  | 46  | — | — | — | — | —  |
| 2008–2009  | Phoenix Coyotes             | NHL        | 5   | 0  | 0  | 0  | 22  | — | — | — | — | —  |
| 2008–2009  | San Antonio Rampage         | AHL        | 1   | 0  | 0  | 0  | 2   | — | — | — | — | —  |
| 2009–2010  | Calgary Flames              | NHL        | 34  | 1  | 3  | 4  | 86  | — | — | — | — | —  |
| 2010–2011  | Providence Bruins           | AHL        | 39  | 4  | 1  | 5  | 97  | — | — | — | — | —  |
| 2010–2011  | Syracuse Crunch             | AHL        | 20  | 6  | 4  | 10 | 56  | — | — | — | — | —  |
| NHL celkem | NHL celkem                  | NHL celkem | 182 | 3  | 11 | 14 | 395 | — | — | — | — | —  |